# Castelnuovo della Daunia
Castelnuovo della Daunia (fino al 1864 chiamata Castelnuovo) è un comune italiano di 1 261 abitanti della provincia di Foggia in Puglia.

## Storia
Nome originario del paese fu Castrum Sclavorum o Castelluccio de' Sclavis, in quanto fu fondato dagli Schiavoni, popolazioni slave che, provenendo dall'Illiria (l'attuale Dalmazia, nella penisola balcanica), approdarono sulle coste pugliesi in tre ondate successive nel 642, nell'871 e nel 926. Spingendosi nell'interno in scorrerie banditesche, alcuni gruppi di Schiavoni raggiunsero la zona di Castelnuovo, coabitando pacificamente con una comunità italo-greca già presente sul posto. Da quella fusione nacque l'abitato, uno dei tanti borghi fortificati da mura (castra), edificati in quei frangenti sui colli del Subappennino.
Agli inizi del XII secolo il paese era del conte Roberto II di Loritello (Rotello), che, nel 1118, lo donò con altri suoi beni al vescovo di Bovino. Nel 1187 appartenne a Guglielmo Borrello, mentre è incerta la notizia che i Lombardo, Conti di Troia e di Gambatesa ebbero il paese intorno al 1200.
Verso la metà del XII secolo il paese appartenne al normanno Ruggero de Parisio, cui si deve probabilmente la costruzione del palazzo baronale (oggi sede del Municipio) in cui ancora oggi è presente un'epigrafe del periodo.
Per certo sappiamo che Castelnuovo fu feudo dei De Parisio fino al 1268, prima sotto Ruggero, poi sotto suo figlio Guglielmo ribelle contro Carlo I d'Angiò. Castelnuovo fu poi assegnata nel 1269 a Giovanni Bertaldo (Jean Britaud), Vicario dell'angioino in Toscana. Subito dopo la morte di Giovanni, avvenuta nel 1278 quando si trovava in Francia, morì a Castelnuovo suo figlio appena nato, alla presenza della madre Elisa, seconda moglie di Giovanni e figlia del Camerario del Regno Pierre de Beaumont. 
Nel 1273 appartenne a Guido d'Alemagna, per passare a Giovanni d'Acerno nel 1291 e tornare nuovamente ad un d'Alemagna, nel 1352, Niccolò.
Signore del paese fu, nel 1400, Giovannone Torto e nel 1415 Ursillo Minutolo, regio capitano a Lucera. Il paese passò infine nelle mani dei potenti di Sangro, sotto i quali divenne marchesato, mutando il suo nome originario in Castelnuovo, e ai quali appartenne fino alla emanazione delle leggi eversive dell feudalità, nel 1806.
Tra il 1468 ed il 1476 si riversò nell'abitato un cospicuo numero di profughi albanesi, sfuggiti ai massacri compiuti nella loro terra dai Turchi. Tra differenze e continui episodi di insofferenza, la difficile coesistenza di questi profughi con la comunità si protrasse sin oltre i primi decenni del Cinquecento, quando gli Albanesi abbandonarono l'abitato per popolare il vicino casale che da esso dipendeva, riportato negli antichi documenti come Sanctus Petrus de Castelluccio, diventato poi Casalvecchio di Puglia.
Il 18 aprile 1863, infine, il paese acquisì il nome odierno su decisione del Consiglio Comunale, che volle distinguerlo dai molti omonimi Comuni entrati a far parte dell'entità nazionale da poco acquisita aggiungendo a Castelnuovo la denominazione della Daunia.
L'ariosa disposizione dell'abitato, con le larghe strade, la vasta piazza centrale e gli ampi spazi di Largo Imbriani e Piazza Gabriele Canelli, differenziano profondamente il paese da quelli vicini dei colli dauni. Sono proprio questi slarghi, così insoliti in un paese, che, dando respiro alle ripide viuzze del centro storico, addolciscono il dislivello della collina e diventano elemento aggregante e distintivo dei tre principali quartieri dell'abitato: la Villa, Piazza Plebiscito e Piano della Maddalena.
A larghe strade facevano da cornice, già in passato, belle case e palazzi signorili.
Castelnuovo è stato, da sempre, sede di Mandamento. Vi operavano il Regio Giudice e vi funzionavano la Mastrodattia (Ufficio Notarle) e la Bagliva, che si interessava delle cause civili minori, riguardanti le contravvenzioni al Bandi Baglivari e le pene pecuniarie per danni arrecati da persone e da animali. Già nel 1551 esistevano in paese ospedali, e nel 1883 funzionavano 8 Scuole Municipali Primarie, 4 maschili e 4 femminili, frequentate da circa 400 alunni. Sul finire dell'Ottocento gli agricoltori del posto potevano usufruire di un Monte Frumentario, per ottenere sementi o prestiti in denaro; funzionava altresì una Campagna Assicurativa per la tutela delle colture contro grandine e incendi. Da ricordare, infine, che Castelnuovo della Daunia è stato sede anche dell'Ufficio del Registro e dell'Ufficio delle Imposte Dirette.

## Monumenti e luoghi d'interesse

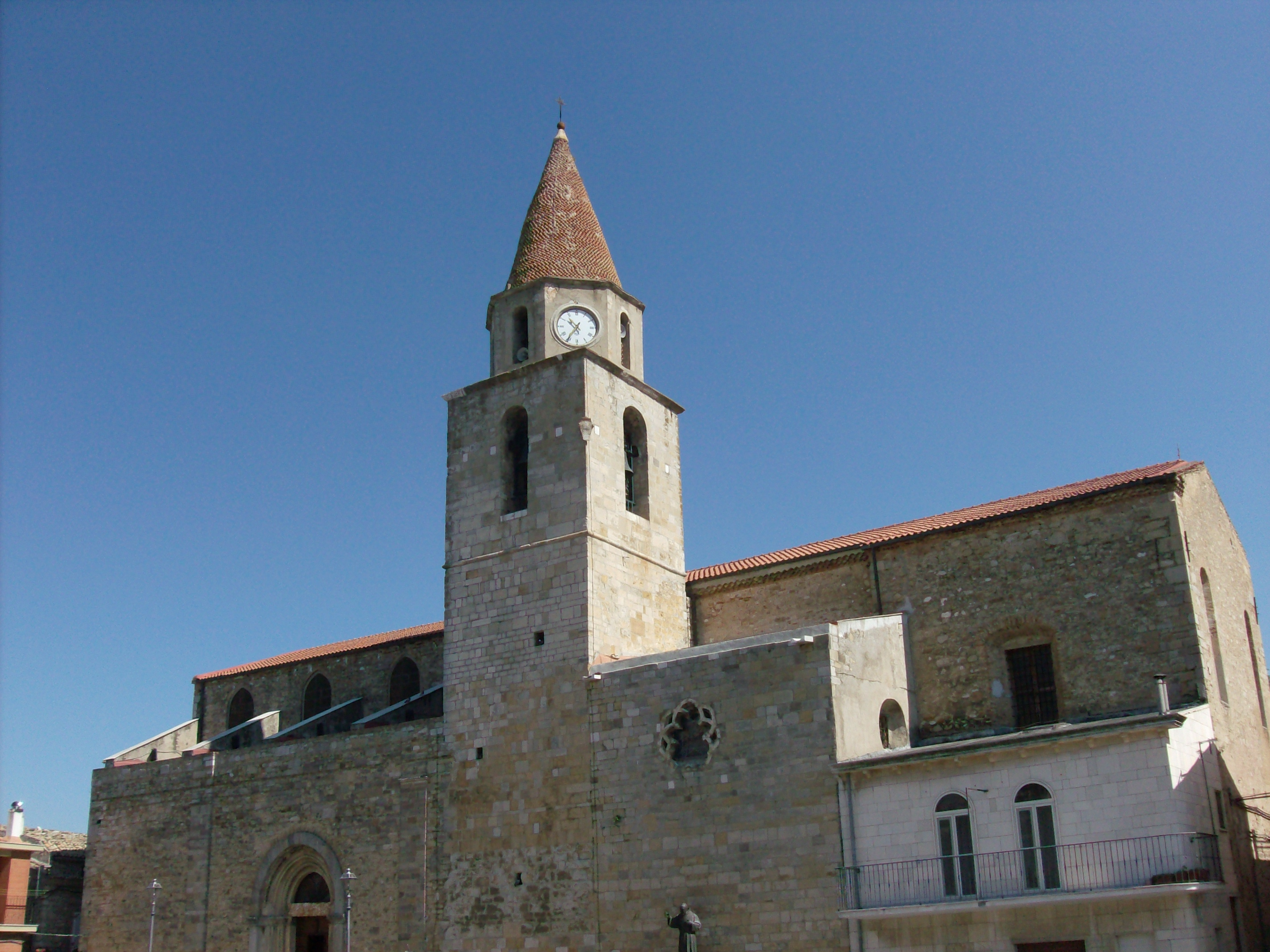
La Chiesa matrice di Castelnuovo della Daunia

### Chiesa matrice
Intitolata a Maria SS. della Murgia, Protettrice del paese. La sua costruzione ha avuto inizio nell'anno 1199 come riporta l'epigrafe in caratteri beneventani collocata nel transetto di sinistra, a lato dell'accesso alla sagrestia. 

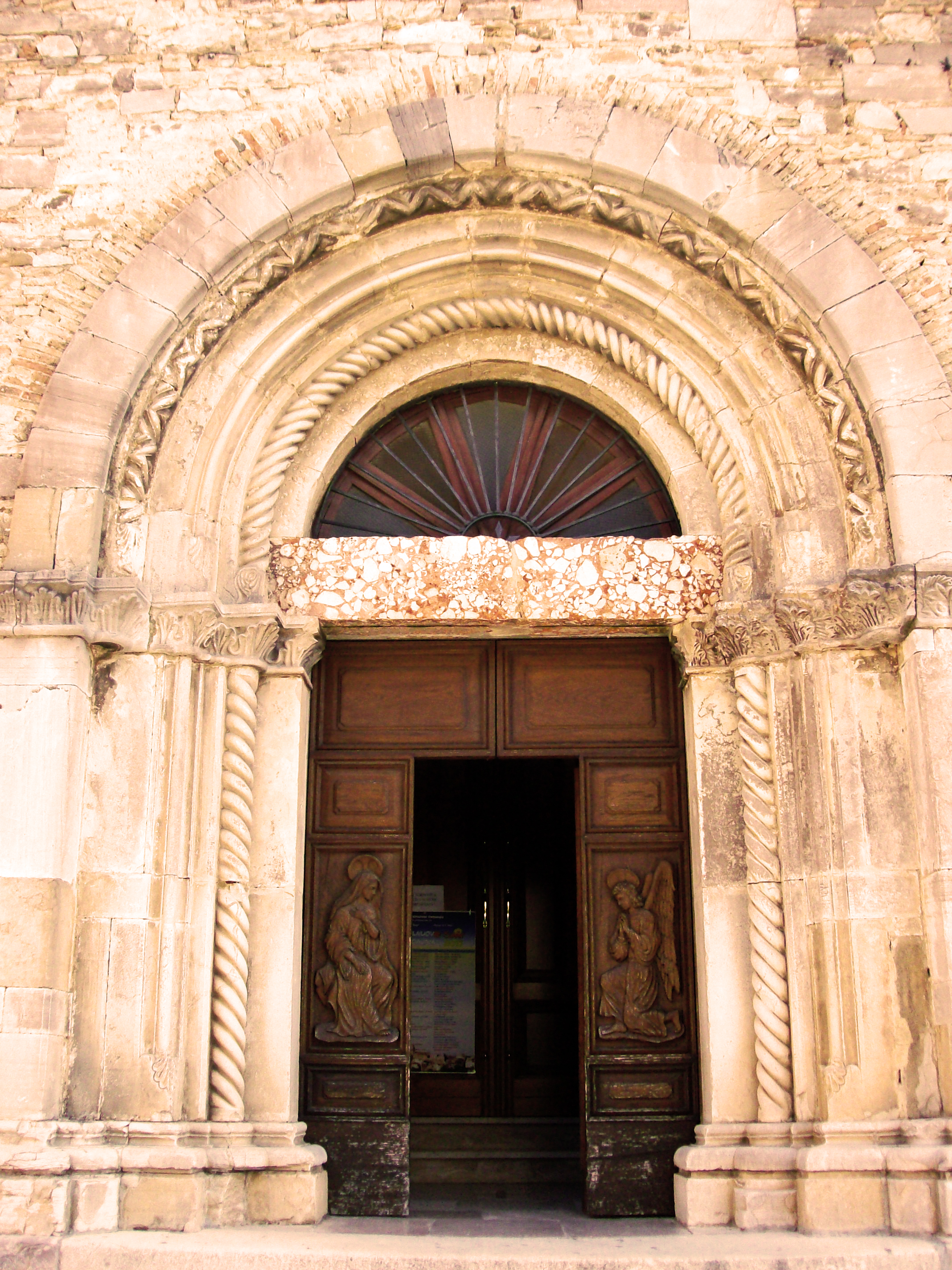
Portale laterale della Chiesa matrice

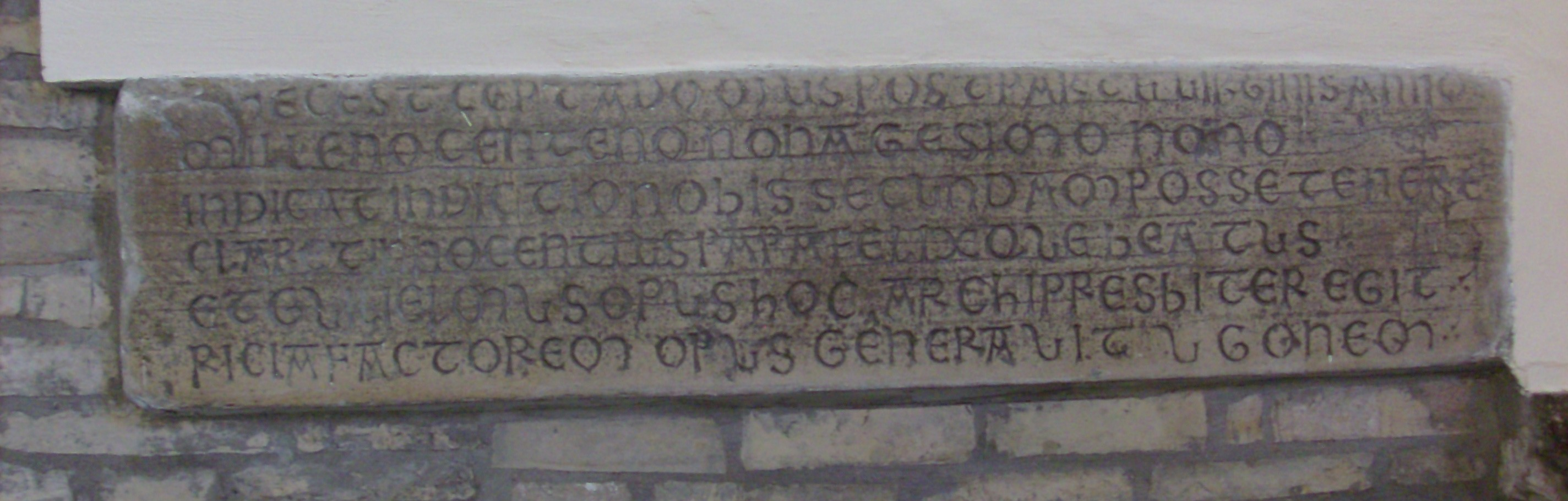
Epigrafe del 1199 in cui è descritta l'edificazione della Chiesa matrice di Castelnuovo della Daunia sotto il pontificato di Innocenzo III

La struttura della Chiesa ha subito nel tempo profonde trasformazioni, ingrandendosi di pari passo con lo sviluppo dell'abitato. Murato l'originario portale del sec. XIII, nel secolo successivo ne fu aperto un altro sul fianco destro, e venne innalzata la massiccia torre campanaria. Alla base della stessa, una bella epigrafe accenna al “venerabile Vescovo Rainaldo”, che resse le Diocesi di Volturara, di cui il paese faceva parte, nel 1300. Interessanti sono il ciborio in pietra, del 1532, la cappella intitolata alla Protettrice del paese, con stucchi del XVII secolo, la cappella della famiglia Tomacelli, con relativo cenotafio, del 1697, l'organo con balaustra e cantorìa, degli inizi del Seicento, la statua lignea del beato Urbano V Papa, di fine XVI secolo, il crocefisso del XIV secolo e diverse belle tele, databili tra il XVII ed il XVIII secolo.

### Chiesa e convento di santa Maria Maddalena
Vennero eretti nel 1579 grazie a Francesco de Sangro, marchese di Castelnuovo. Lo stemma araldico della famiglia campeggia ancora oggi sulla cornice del quadro raffigurante la “Madonna con la Maddalena e il beato Oderisio de' Sangro”, posto nell'abside, e sui peducci della volta che sovrasta l'altare maggiore. Nel corso del Settecento le volte della chiesa persero l'originaria semplicità delle loro linee, arricchendosi di motivi ornamentali a stucco. Di rilievo sono il portale, proveniente dal diruto convento di San Matteo in Scurgola, l'organo con balaustra finemente decorata, del 1703, la statua lignea dell'Immacolata Concezione del 1763, opera di Paolo Saverio Di Zinno, diverse tele di Benedetto Brunetti, databili tra il 1680 ed il 1685, ed altri dipinti del Seicento e del Settecento. Di rilievo sono anche il chiostro cinquecentesco con la grande cisterna, e la sala “G.B. Trotta”, al piano superiore del convento, dove è esposta tutta una serie di arredi sacri databili fine Seicento, inizi Novecento, e dove hanno trovato collaborazione alcune tele del Settecento e due ricchi reliquiari dei secoli XVII – XVIII.

### Chiesa della Madonna Incoronata
Eretta nel 1703, venne consacrata nel 1717 dal Cardinale Orsini Arcivescovo di Benevento, come ricordano le due epigrafi nei pressi dell'altare maggiore. Vi si conservano una bella statua lignea della Madonna Incoronata, degli inizi del XVIII secolo, la grande pala raffigurante la “Vergine Incoronata Regina tra i santi Donato Vescovo e Filippo Neri”, del 1707, e la pala de “Il Sangue Sparso”, anch'essa dei primi anni del Settecento.

### Chiesa di San Nicola vescovo
Ricostruita nei secoli XVII - XVIII sui resti di una chiesa preesistente, il sacro edificio è caratterizzato da un timpano curvilineo e da un agile campanile. Sobrio l'interno, a navata unica, con volte a crociera sorrette da pilastri. Vi sono una tela raffigura i santi “Biagio, Nicola e Antonio Abate”, databile fine XVII, inizi XVIII secolo, la statua lignea della Madonna Addolorata, del XVIII secolo e la statua a conocchia d San Nicola Vescovo, sempre del XVIII secolo.

### Chiesa della "strettola"
Rustica chiesetta dedicata a Maria SS. della Stella, eretta in località “Strettola”, quale protettrice dei campi e delle messi.

## Società

### Evoluzione demografica
Abitanti censiti

## Amministrazione
Di seguito è presentata una tabella relativa alle amministrazioni che si sono succedute in questo comune.
| Periodo        | Periodo        | Primo cittadino              | Partito                                      | Carica  | Note  |
| -------------- | -------------- | ---------------------------- | -------------------------------------------- | ------- | ----- |
| 13 giugno 1985 | 9 giugno 1990  | Michele Arcangelo D'Andrilli | Partito Repubblicano Italiano                | Sindaco | [ 8 ] |
| 9 giugno 1990  | 30 luglio 1994 | Antonio Stingone             | -                                            | Sindaco | [ 8 ] |
| 30 luglio 1994 | 24 aprile 1995 | Ernesto Cicchetti            | Partito Democratico della Sinistra           | Sindaco | [ 8 ] |
| 24 aprile 1995 | 14 giugno 1999 | Ernesto Cicchetti            | centro-sinistra                              | Sindaco | [ 8 ] |
| 14 giugno 1999 | 14 giugno 2004 | Ernesto Cicchetti            | lista civica                                 | Sindaco | [ 8 ] |
| 14 giugno 2004 | 8 giugno 2009  | Sebastiano Di Tella          | centro-sinistra                              | Sindaco | [ 8 ] |
| 8 giugno 2009  | 26 maggio 2014 | Ernesto Cicchetti            | lista civica                                 | Sindaco | [ 8 ] |
| 26 maggio 2014 | 26 maggio 2019 | Guerino De Luca              | lista civica Viviamo Castelnuovo             | Sindaco | [ 8 ] |
| 26 maggio 2019 | 9 giugno 2024  | Guerino De Luca              | lista civica Uniamoci Castelnuovo            | Sindaco | [ 8 ] |
| 9 giugno 2024  | in carica      | Guerino De Luca              | lista civica Progettiamo insieme Castelnuovo | Sindaco | [ 8 ] |